# Glen Raven
Glen Raven és una concentració de població designada pel cens dels Estats Units a l'estat de Carolina del Nord. Segons el cens del 2000 tenia 2.750 habitants.

## Demografia
Segons el cens del 2000, Glen Raven tenia 2.750 habitants, 1.068 habitatges i 777 famílies. La densitat de població era de 262,2 habitants per km².
Dels 1.068 habitatges en un 31,9% hi vivien nens de menys de 18 anys, en un 56% hi vivien parelles casades, en un 12,3% dones solteres, i en un 27,2% no eren unitats familiars. En el 23,1% dels habitatges hi vivien persones soles el 10,7% de les quals corresponia a persones de 65 anys o més que vivien soles. El nombre mitjà de persones vivint en cada habitatge era de 2,56 i el nombre mitjà de persones que vivien en cada família era de 3.
Per edats la població es repartia de la següent manera: un 25,1% tenia menys de 18 anys, un 6,7% entre 18 i 24, un 31,1% entre 25 i 44, un 23,6% de 45 a 60 i un 13,6% 65 anys o més.
L'edat mediana era de 37 anys. Per cada 100 dones de 18 o més anys hi havia 94,8 homes.
La renda mediana per habitatge era de 43.086 $ i la renda mediana per família de 46.802 $. Els homes tenien una renda mediana de 31.380 $ mentre que les dones 22.468 $. La renda per capita de la població era de 17.669 $. Entorn del 8,6% de les famílies i l'11,5% de la població estaven per davall del llindar de pobresa.

## Poblacions més properes
El següent diagrama mostra les poblacions més properes.